# 首都航空5759号班机事故
2018年8月28日上午，首都航空5759号班机从北京飞往澳门；在澳門國際機場降落时，飞机遭遇风切变，落地时飞机出现弹跳着陆，导致前起落架和引擎受损。随后，机组决定复飞，宣告紧急状态，最后备降深圳宝安国际机场。降落后，5名乘客在疏散时受伤。

## 背景

### 航班
首都航空5759号班机（CBJ5759/JD5759）是北京到澳门航线的定期航班，于2017年7月25日首航。航线由空中客车A319和A320执飞。

### 航空公司
首都航空于2010年5月正式开航。
2018年1月，首都航空公司在民航局华北局的《关于对航空安全生产责任制考核达标单位进行表彰的通报》中年度考核中再度达标，这也是首都航空完成的第7个安全运营年。然而在同年的5月29日，首都航空421号航班在起飞后，便因为舷窗出现裂纹返航。8月26日，首都航空5158号航班在途中遭遇机舱失压，不得不返航。另外在事发后的9月4日，首都航空5716号航班在南京禄口国际机场滑行时，与另一架飞机发生刮蹭。

### 涉事飞机
涉事的飞机为一架注册号为B-6952的空中巴士A320，机龄为5.9年。由于无修复价值，该机事故后报废处理。

## 事故经过
2018年8月28日上午，首都航空5759号班机由一架注册号为B-6952的空中巴士A320执行从北京到澳门的任务。当时机上有机组9人，旅客157人。8：17，飞机从首都机场起飞。11：16，飞机在澳门机场降落，但未成功。待飞机复飞后，飞行员报告起落架出现故障，随即又喊出“Mayday”，并将应答机代号调为7700（飞机有紧急情况），申请在深圳宝安国际机场备降。为使飞机顺利降落，宝安机场暂停了16/34跑道上飞机的起降。11：58，飞机在宝安机场34号跑道落地。12:13，旅客撤离完毕，撤离中5名旅客身体不适送医院检查。
事后有乘客回忆，飞机在降落时“非常重的弹了两下”、“发动机明显有火光”，不过乘务员一直安慰乘客，也在降落后组织乘客疏散，航空公司也有主动与旅客讨论赔偿方案。

## 后续处理
事发后，首都航空在微博公布此事，称飞机在降落时遇到了风切变，导致飞机起落架出现损伤，于是飞行员立即决定复飞、宣布紧急状态，以及备降深圳机场。首都航空称，已经开展旅客保障工作。
由于16/34跑道暂停使用，深圳宝安国际机场在当天下午有数次航班延误，161班航班被取消。17:00起，宝安机场恢复正常运营。
当天15:40，航班上的乘客从深圳机场码头乘船前往澳门。
受此影响，返程的JD5760航班延误至28日21点40分从澳门机场起飞，次日凌晨0点25分抵达北京。

## 调查
飞机在深圳落地后，地勤人员发现，此机的前起落架受损严重——两个轮胎丢失，仅依靠液压动作筒支撑前机身。
事发后，民航深圳监管局和澳门民航局开展联合调查。民航局华北地区管理局局长辛天河召集了分管安全的局领导和北京监管局有关负责人；当天下午，华北地区管理局副局长何鸣寒带领督导组前往首都航空。

### 报告
2019年4月，澳门民航局发布了最终的报告。

#### 第一次触地
飞机在澳门国际机场34跑道着陆时，在离地500英尺（150）（雷達高度計数据，下同）时，保持着142節（262.98每小時）的空速、156節（288.91每小時）的对地速度。机载计算机检测到的风速为26節（48.15每小時），风向为226°，作用在机体上的风力为从左至右的側風23節（42.60每小時）、顺风10節（18.52每小時）；根据首都航空的飞行手册，降落时顺风的最大允许值为10节。在离地370英尺（110）时，飞行员关闭了自动驾驶仪。在飞机继续下降时，在12秒的时间里，风速从200英尺（61）处的顺风9節（16.67每小時）变为5英尺（1.5）处的顺风27節（50.00每小時）：飞机遭遇了严重风切变。受此影响，飞机的空速从200英尺时的139節（257.43每小時）下降至5英尺、着陆前1秒时的119節（220.39每小時）。
| 高度（英尺） | 顺风风速（节） | 空速（节） |
| ------------ | -------------- | ---------- |
| 200          | 9              | 139        |
| 150          | 14             | 135        |
| 100          | 9              | 136        |
| 50           | 17             | 131        |
| 20           | 14             | 131        |
| 5            | 27             | 119        |

飞机以127節（235.20每小時）的空速、150節（277.80每小時）的对地速度、260英尺（79）每分钟的下降率着陆。根据首都航空的標準作業程序，如果飞机着陆的速度比预设值高10节或低5节，監察（不操作控制杆的）飞行员就应该报告这一偏差，然后2位飞行员应该采取必要的措施。第一次降落的预设速度为空速139节，而飞机在低于100英尺时的空速已低于此值，但是飞行员并未报告速度的偏差。可能的原因是从速度偏低到触地只有7.5秒，时间有限，而且飞行员主要的精力在降落的操作上。着陆前1分25秒，塔台报告，机场的风速为7節（12.96每小時），风向为220°，作用在飞机上为侧风6節（11.11每小時）、顺风4節（7.41每小時）。澳门民航局的报告推测，也许飞行员根据塔台提供的风力信息决定着陆。
在飞机触地时，机场的风速为22節（40.74每小時），风向为189°，作用在飞机上为侧风9節（16.67每小時）、顺风20節（37.04每小時），而飞行员并未从塔台处得知这个变化，因为澳门机场没有检测风切变的仪器。在离地50英尺（15）时，控制飞机的飞行员开始拉平飞机。随后，机长及副驾驶报告“飞机突然直接拍到跑道上”，紧接着飞机在34号跑道约350米处，以2.36G——超过正常G力值着陆。根据澳门机场地面上的检测器，在飞机第一次触地的过程中，作用在飞机上的顺风从不到10節（18.52每小時）增加至22节。地面和机载的设备都证实了顺风在飞机在触地前变大了。根据空中客车的软件的测算，触地前，顺风增大的速度为13節（24.08每小時）/秒，存在垂直方向上的风切变。综上，飞机在第一次触地时，遇上了由急剧增大的顺风带来的严重低空风切变，因此飞机的空速和升力下降，飞机以过大的加速度触地。飞机触地时20节的顺风超过了手册上10节的限制。
由于澳门机场没有配备探测低空风切变的仪器，塔台并没有报告低空风切变的情况，而机上的风切变警报也未响起。根据（调查报告），风速在离地50英尺（15）的区间变化最大。中国航空器拥有者及驾驶员协会的一位资深机长表示，飞机在降落至这一高度时，由于飞行员的主要精力在目视判断着陆上，空中客车的飞机会暂停不必要的语音提示，因此飞行员没有接到风切变警报。

#### 第二次触地
飞机“拍到跑道上”后，以7.5°的仰角弹起至7英尺（2.1）的高度。根据飞行记录仪的数据，在第一次触地前后，发动机的功率处于高于“爬升”（CLIMB）的位置，“最大连续推力”（MCT）和“起飞/复飞”（TOGA，最大推力）之间。根据標準作業程序，飞行员在降落时使用扰流板，必须先将发动机降至怠速；因此，发动机的功率设置不合规。发动机过高的功率阻止了PLD的作用，使其不能有效缓解弹跳。PLD的作用是，在部分情况下部分升起扰流板，来缓解弹跳着陆，其中一种情况是发动机功率在低于“爬升”的位置（FCOM DSC-27-10-20）。在第一次触地后，飞机马上发出“俯仰”警报（"PITCH, PITCH"）。接着，飞行员持续向下推操纵杆7秒，到第4秒时，机头改为向下1.8°。第一次触地到第二次触地期间，飞机在跑道上空前进了约300米。
在飞机弹起后，飞行员将引擎降至怠速，随后PLD激活，扰流板升起。加上飞行员压低机头的动作，飞机迅速下降，3个起落架同时触地，G力值最大达到3.41G。在第二次触地时，飞机空速为146節（270.39每小時），对地速度156節（288.91每小時）。根据空中客车的指引，在遇到弹跳着陆时，如果弹跳幅度较小，飞行员应该保持发动机空转；如果弹跳幅度较大，飞行员应选择复飞；无论如何，飞行员应该保持机头的仰角。首都航空的标准作业流程也建议在遇到弹跳时保持机头朝上的姿态。然而，飞行员选择了持续7秒压低机头，原本是为了应对“俯仰”警报，但持续的动作使飞机越过了正常的姿态，直接导致了前起落架的损坏。猛烈的冲击力损坏了前起落架，导致2个轮胎脱落，前起落架上的零件也出现断裂。零件的碎片被吸入发动机，导致发动机双双受损，左发尤为严重，所有风扇叶片受损。

#### 复飞
在第二次触地3秒后，飞行员决定复飞，并将节流阀推至“起飞/复飞”(TOGA），将机头拉至仰角15°。过高的仰角再次触发了“俯仰”警报，导致機尾擦到跑道，輔助動力系統和尾椎受损。接种，飞行员压低机头，飞机以7.7°仰角离地。
黑匣子数据显示，飞机在复飞时，右发动机的N1（转速）为90%，左发动机为50-60%；襟翼从最大调节为3，此举符合复飞的程序。很明显，左发动机较低的转速是因为前起落架的碎片损坏了引擎，右发动机也受到了损坏，但严重性不及左发动机，这与降落后对引擎的检查情况相符。
在复飞后，起落架一直保持放下的状态。黑匣子机载，在决定复飞后不久，飞行员说“收不了，收不了，起落架損壞了”。
15:16:07，决定复飞16秒后，澳门航空交通管制中心发现飞机左发动机有火，并于14秒后提醒飞行员“左发动机冒出火光”，随后驾驶舱里传来“Fire Fire 右發，右發有…右發有火”的对话。接着，其中一位飞行员在没有交流的情况下，将右发动机从“起飞/复飞”降至空转。15:16:35，飞行员将右发动机降至怠速并保持15秒，导致飞机发出2次失速警报，一次持续2秒，一次持续9秒。
虽然塔台通知了飞行员有起火的情况，但是飞机并未发出发动机起火的警报，落地后的检查也没有发现发动机起火的痕迹，可能火光是由起落架碎片和左发动机零件碰撞而产生。

#### 盘旋
15:20:00，澳门机场地勤人员在跑道上找到了一个轮胎，并通知了飞行员。从15:27:00到15:35:00，飞行员让飞机在珠江口上空盘旋，试图测试飞机受损后的性能。在发现3组惯性导航系统（IR）故障，以及得知轮胎脱落后，飞行员于15:29:00喊出“Mayday”，并将应答机代码改为7700。
15:57:55，飞机成功在深圳机场着陆。随后，机组启动紧急疏散程序，乘客从右1门和右4门撤离。

### 调查报告
- 澳门民航局.  (PDF). 2018  [2022-03-27]. （原始内容存档 (PDF)于2022-12-07）. （页面存档备份，存于）
- 澳门民航局.  (PDF). 2019  [2022-03-27]. （原始内容存档 (PDF)于2022-12-06）. （页面存档备份，存于）